# Јордан Стајић
Јордан Стајић (Врање, 25. јануар 1868 — Београд, 28. јануар 1949) био је српски хирург, учесник Балканских и Првог светског рата, санитетски генерал, начелник санитетске службе у Министарству војске и морнарице Краљевине Југославије од 1928. до 1932.
Јордан Стајић припадао је групи првих пет школованих српских војних хирурга с краја 19. и с почетка 20. века. У тој групи заједно са њим били су и пуковник Роман Сондермајер, пуковник Лазар Генчић, генерал Чедомир Ђурђевић и генерал Михаило Петровић.

## Живот и дело
Јордан Стајић рођен је у Врању 25. јануара 1868. године. Оновну школу и ниже разреде гимназије завршио је у Врању, а средњу у Крагујевцу. Након заршене средње школе студије медицине започео је на Медицинском факултету у Грацу, а наставио у Бечу, где је и дипломирао 1898. године.
По повратку са студија у Србију ступио је у војну службу. Како је у том периоду војни санитет српске војске имао мали број школованих специјалиста, хирурга, одлучено да се Стајић пошаље на специјализацију хирургије на клинику професора Гусенбауера у Бечу.
По повратку са специјализације Стајић је постављен за шефа Хируршког одељења Војне болнице у Ваљеву. Ту је почео његов веома цењен и успешан хируршки рад, који се уз мањи прекид током Балканских ратова наставио све до Првог светског рата и Албанске голготе.
Када је 1915. године избила велика епидемије пегавца у ваљевском крају, иако хирург, Стајић је у Ваљеву радио на сузбијања епидемије. У току епидемије и сам је оболео од пегавог тифуса, али је и поред тога даноноћно радио на хируршком збрињавању рањеника. Због изузетне хируршке вештине и брзине, Лазар Генчић га је назвао "Српски Лареј".
Стајић се заједно са српском војском повлачи преко Албаније крајем 1915. године. Све време током Албанске голготе оперисао је српске војнике и избегло становништво. Међу њима оперисао је и престолонаследника Александра од упале слепог црева.
У периоду када се српска војска опорављала и реорганизовала на Крфу, Стајић је од стране српске Врховне команде упућен у Француску, на фронт у околини Вердана и Вогеза, како би се упознао са организацијом рада санитетске и и хируршке службе у француској војсци. По повратку из Француске упућен је на Солунски фронт где је кратко време био начелник санитета Врховне команде српске војске, а затим управник и шефа Хируршког одељења Српске војне болнице у Солуну. На тој дужности остао је до краја Великог рата.
По завршетку Првог светског рата Стајић се поново вратио у Ваљево где је обављао дужност начелника Хируршког одељења Војне болнице у Ваљеву. Током 1922. године премештен је у Скопље на дужност начелник санитета III Армијске области, и ту дужност обављао је до 1925. године.
Године 1928. постављен је за начелника санитетске службе у Министарству војске и морнарице, и произведен у чин генерала. На овој дужности био је до 1932. године, када је, по својој молби, пензионисан.
Основао је Војно-хигијенски завод, значајно је унапредио војно-санитетску службу, покренуо и издавање Војно-санитетског гласника. После пензионисања радио је у Друштву црвеног крста и у Лиги против туберкулозе. Био је учесник Првог конгреса српских лекара и природњака 1904. године и Првог југословенског састанка за оперативну медицину 1911. године.
Јордан Стајић преминуо је 28. јануара 1949. године у Београду у 81. години живота.